# Fedora Linux
Pour les articles homonymes, voir Fedora (homonymie).
Fedora Linux est un système d'exploitation libre et une distribution GNU/Linux communautaire développée par le projet Fedora et sponsorisée par l'entreprise Red Hat, qui lui fournit des développeurs ainsi que des moyens financiers et logistiques. La distribution Fedora Linux est orientée vers l'intégration de nouvelles technologies pour le monde du logiciel libre. Le projet Fedora contribue à plusieurs projets de logiciels libres, tels que le noyau Linux, GNOME, NetworkManager, PackageKit, PulseAudio, Wayland, la suite de compilateurs GCC et bien d'autres. Tous les six mois, au printemps et à l'automne, le projet Fedora met à disposition de la communauté une nouvelle version stable de la distribution Fedora Linux. Chaque version stable est maintenue treize mois.

## Histoire

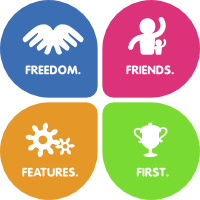
Quatre fondements de Fedora : « Liberté, amitiés, fonctionnalités, leader ».

### fedora.us
Fin 2002, Warren Togami crée le projet fedora.us. Le but est alors de créer et de maintenir des dépôts RPM pour Red Hat Linux, permettant l'installation d'applications et logiciels supplémentaires et de bonne qualité. Une des premières mesures mises en place concerne la nomenclature des noms de paquets : en effet, les premiers temps sont marqués par des problèmes de coexistence de paquets fedora.us et Red Hat Linux avec les mêmes noms, ce qui conduit à l'établissement des Conventions de nommage Fedora encore utilisées dans les versions récentes. Les ressources de fedora.us sont fournies par Red Hat, ce qui conduit à de bonnes structures et procédés pour une communauté de développeurs.
Selon Michael Larabel de Phoronix en 2021 l'enthousiasme des utilisateurs a augmenté et les versions 34 et 35 présentent des progrès. Elles ont été délivrées dans les temps avec moins de soucis techniques que les versions précédentes et Fedora confirme sa position de leader dans l'intégration des innovations de Linux.

### Fedora Core
Fin 2003, Red Hat abandonne la commercialisation de ses produits à destination des particuliers. Les utilisateurs professionnels sont alors orientés vers Red Hat Entreprise Linux et les particuliers vers la communauté Fedora. Depuis, RHEL est la seule distribution Linux pour laquelle Red Hat fournit une assistance officielle.
Le 22 septembre 2003, Red Hat annonce la fusion de sa distribution pour particuliers avec le projet fedora.us, et son soutien futur au nouveau projet communautaire.  
Un autre sous-projet est alors Fedora Legacy, qui maintient les anciennes versions de Fedora. Les mises à jour sont alors à l'initiative propre des développeurs, qui s'occupent de les concevoir et de les tester. Le projet Fedora met à disposition de ce projet une infrastructure, mais décline toute responsabilité pour les paquets.

### Fedora.next
En août 2013, une profonde restructuration du Projet Fedora est amorcée sous le nom Fedora.next,,. Il a été décidé, entre autres, qu'il y aurait cinq groupes de travail :
- Poste de travail : l'objectif de ce groupe est de se concentrer sur l'utilisation de Fedora sur les postes de travail utilisateurs ;
- Atomic : l'objectif de ce groupe est de travailler sur une version de Fedora Linux orientée cloud computing ;
- Serveur : le but de ce groupe est de créer une base pour une variété d'applications serveur ;
- Base : ce groupe se concentre sur le noyau, les cadres et les API qui sont inclus dans toutes les versions de Fedora ;
- Env et Stacks : ce groupe de travail s'occupe, notamment des soins de l'infrastructure du projet Fedora, du packaging ou de la traduction.

Fedora 21, sortie fin 2014, est la première version issue de cette nouvelle structure. Elle marque l'arrêt des noms de versions,. Le développement de cette version a pris un an et a permis une remise en question de la gouvernance du projet pour les dix ans à venir. Ce développement est appelé Fedora.next. Avec Fedora Linux 21 sont apparues des versions spécialisées de la distribution : Workstation, Server et Atomic.
Fedora 25, sortie en novembre 2016, fut la première distribution Linux majeure à remplacer, par défaut, le serveur d’affichage (en) X.Org par Wayland pour l'environnement de bureau GNOME.

## Nom
Fedora est parfois appelée Fedora Linux bien que ce ne soit pas son nom officiel. Avant la septième version, le nom « Core » faisait la distinction entre les principaux paquets logiciels Fedora, et ceux du projet Fedora Extra, qui fournissent les paquets supplémentaires à Fedora Core : le dépôt Core était géré par Red Hat, et le dépôt Extra était géré par des bénévoles.
Ainsi depuis la version 7, Core a disparu du nom de la distribution, qui a simplement été rebaptisée Fedora.
À l'occasion de la sortie de la version 35, la distribution est renommée de Fedora en Fedora Linux afin de distinguer le projet Fedora de la distribution.

## Logo
Le logo de Fedora est composé de plusieurs éléments, organisés comme suit.
Dans Fedora, le symbole d'infini « ∞ » fait référence à la liberté perpétuelle et immuable du système d'exploitation et des logiciels qui le composent. Le f est à la fois le f de « Fedora », ainsi que le f de « freedom », qui signifie « liberté » en anglais. Enfin, le dernier élément est une bulle, symbolisant « la voix de la communauté »,.

Le changement de logo a eu lieu en 2021 à la sortie de Fedora 34.

Logo Fedora jusqu'en 2021
Logo Fedora depuis 2021
Variante du logo Fedora jusqu'en 2021
Variante du logo Fedora depuis 2021

## Éditions

GNOME, environnement de bureau par défaut de Fedora.

Fedora est distribué sous plusieurs éditions : Workstation (utilisant GNOME), KDE Plasma, Server, Cloud, CoreOS et IoT.
- Spins : Similaires aux blends de Debian ou aux flavours d'Ubuntu, le projet Fedora distribue également des versions modifiées de Fedora appelées Spins offrant des environnements de bureau alternatifs, tels que Xfce, Cinnamon, MATE, i3, LXQt, LXDE, Sugar, Sway, Budgie, Miracle, KDE Mobile et COSMIC.

- Labs : Les versions Labs, qui sont des variantes de Fedora, visent des usages spécifiques tels que le jeu vidéo, la sécurité informatique, le design, la robotique, les sciences et l'astronomie[23] contenant des ensembles de logiciels spécifiques à ces usages.

## Dépôts
- RPM Fusion (en) est un dépôt tiers permettant d'installer des logiciels qui ne satisfont pas la définition du logiciel libre selon le projet Fedora ou qui entrent en conflit avec la législation américaine. Le dépôt permet d'installer par exemple les codecs x264, x265 et VLC media player[24].
- RPM Freedom est un dépôt tiers permettant d'installer le noyau GNU Linux-libre à la place du noyau Linux libéré de ses BLOB[25].
- Freed-ora est une édition non-officielle libérée de Fedora. Il s'agit d'un tiers-projet, porté par la FSFLA qui prépare et maintient les paquets RPM basés sur les paquets de Fedora. freed-ora-freedom est un paquet qui fait conflit avec tous les paquets installés non-libres afin de les détecter pour pouvoir les supprimer. Une fois ces paquets supprimés, le noyau Linux-libre peut remplacer le noyau Linux libéré de ses BLOB[26],[27],[28],[29]. Depuis la fin de vie de Fedora Linux 35, le 15 novembre 2022, le projet est arrêté, car son mainteneur Alexandre Oliva n'a pas trouvé de mainteneur pour le remplacer[30].

## Versions
Le rythme de sortie des nouvelles versions suit celui de GNOME, c'est-à-dire tous les six mois. Une fois sorties, les versions sont maintenues treize mois.
- Version stable : 42 (Adams et 15 avril 2025)[2],[3]
- Version en développement : 43 (version préliminaire (d))

- Anciennes versions non maintenues
- Anciennes versions maintenues
- Version actuelle
- Versions avancées

| Version | Date de sortie  | Date de fin de vie | Noyau Linux | GNOME |
| ------- | --------------- | ------------------ | ----------- | ----- |
| 39      | 7 novembre 2023 | 12 novembre 2024   | 6.5         | 45.0  |
| 40      | 23 avril 2024   | 13 mai 2025        | 6.8         | 46.0  |
| 41      | 29 octobre 2024 | 12 décembre 2025   | 6.11        | 47.0  |
| 42      | 15 avril 2025   |                    | 6.14        | 48.0  |
| 43      | 21 octobre 2025 |                    | > 6.15      | 49.0  |

### Cycle de vie
Fedora a un cycle de vie relativement court : la version n est maintenue un mois après la sortie de la version n + 2 avec à peu près six mois entre deux versions, ce qui signifie que les versions de Fedora sont maintenues à peu près treize mois,.
Fedora est basé sur les gestionnaires de paquets DNF et RPM et se met à niveau avec DNF.

### Rawhide
Rawhide est une branche de développement de Fedora. Il s'agit d'une copie complète de la distribution Fedora où les nouvelles applications sont ajoutées et testées avant leurs inclusions dans la prochaine version stable. La branche Rawhide possède généralement plus de fonctionnalités que la version stable. Elle est composée du code source CVS, Subversion et Git qui sont activement développés. Bien que la branche Rawhide soit orientée pour les utilisateurs avancés, les testeurs et les mainteneurs d'applications, elle peut également être utilisée en tant que système d'exploitation. Les utilisateurs de la branche Rawhide mettent à jour quotidiennement et participent à la résolution de bugs. Les utilisateurs de Rawhide n'ont pas de mise à niveau entre deux versions successives étant donné qu'elle est mise à jour sur un modèle de rolling release.

## Gestionnaires de paquets
La gestion des paquets logiciels est effectuée avec les gestionnaires de paquets RPM et DNF. L'interface graphique GNOME Software notifie lorsque des mises à jour sont disponibles.
Flatpak est également géré par défaut, et la gestion des Snap (en) peut être ajouté. Fedora utilise les deltas RPM lors de la mise à jour des paquets installés. Un delta RPM contient la différence entre l'ancienne et la nouvelle version du paquet. Cela signifie qu'uniquement les changements entre le paquet installé et le nouveau sont téléchargées. Cela réduit le trafic réseau, la consommation et la bande passante.
- DNF – Dandified Yum: Dandified Yum est un gestionnaire de paquets qui permet de gérer la résolution des dépendances, le téléchargement puis l'installation de paquets logiciels, ainsi que faire des mises à jour[43]. DNF, le successeur de Yum – Yellowdog Updater, Modified, fut installé à la version 18 de Fedora, il est ensuite devenu le gestionnaire de paquets par défaut à la version 22 de Fedora, remplaçant Yum présent depuis les débuts de Fedora[44].

- RPM – RPM Package Manager: RPM est un système de gestion (installation, vérification, mise à jour, désinstallation, etc.) de paquets logiciels, développé par Red Hat pour ses distributions Linux, et largement utilisé ou supporté par un grand nombre d'autres distributions.

## Sécurité
L'une des fonctionnalités de Fedora ayant trait à la sécurité est Security-Enhanced Linux, une fonctionnalité du noyau qui gère un ensemble de mesures de sécurité, dont les règles d'accès au département de la Défense des États-Unis, par les Linux Security Modules (LSM) du noyau Linux. Fedora a ouvert la voie aux distributions incorporant SELinux, dès Fedora Core 2. La fonction était désactivée d'office, car elle modifiait fondamentalement le fonctionnement du système ; elle a été par la suite activée d'emblée, avec une politique moins stricte, dite « ciblée », lors de la parution de Fedora Core 3,. Fedora inclut également des mécanismes pour prévenir l'exploitation de failles liées aux dépassements de mémoire tampon, et empêcher les rootkits d'entrer en action. Des analyses du tampon, Exec Shield ainsi que des restrictions aux accès mémoire au niveau du noyau dans /dev/mem permettent de prévenir l'exploitation de ces failles.

## Architectures
Les architectures primaires x86_64 et ARM sont gérées par Fedora. Depuis la sortie de la version 20, Fedora gère également les architectures secondaires PowerPC et s390. Depuis la version 31, les systèmes 32 bits x86 ne sont plus pris en charge.
Pidora est une distribution Fedora spécialisée pour le Raspberry Pi. À partir de la version 25, Fedora est officiellement géré pour Raspberry Pi.

## Dérivés de Fedora
Distributions notables bâties sur Fedora :
- Korora – distribution complète et simple d'utilisation pour de l'informatique de base ;
- One Laptop per Child – pour les ordinateurs One Laptop per Child ;
- Red Hat Enterprise Linux – distribution pour entreprises qui dérive de l'actuelle base de Fedora et dont le support est apporté par Red Hat ;
- Viperr – basée sur le gestionnaire de fenêtres Openbox.

## Popularité
En février 2016, la distribution a été téléchargée 1,2 million de fois.
Linus Torvalds, le créateur et dictateur bienveillant du noyau Linux, utilise Fedora,.

## Critiques
Les différentes versions de RHEL étant inspirées de celles de Fedora, plusieurs critiques ont été émises dénonçant que les utilisateurs de Fedora se trouvaient en fait être des essayeurs de RHEL (voir Correspondances RHL/RHEL). Le focus de Red Hat sur son succès commercial est critiqué par certains utilisateurs de Linux comme menant à une dépendance trop grande par rapport à une corporation et éventuellement une remise en cause de l'appartenance au milieu open source,.
Fedora serait un système d'exploitation efficace pour le devops car il est fourni avec tout ce qui est nécessaire, une disponibilité des derniers paquets et bibliothèques et qu'il est la base de la distribution RHEL, qui est utilisée par les entreprises.
Les changements de version fortement conseillés et les mises à jour trop fréquentes sont aussi reprochés à Fedora, car s'ils permettent d'avoir des versions très récentes des logiciels, ils apportent aussi des modifications non négligeables. De plus, le support à long terme fait défaut, en comparaison avec d'autres distributions comme RHEL, CentOS ou encore Scientific Linux. C'est une raison invoquée par la fondation Wikimedia  pour switcher de Fedora linux à Ubuntu en 2003. Jusqu'en 2008, Wikipedia était hébergée sur Red Hat Linux 9 et différentes versions de Fedora. Fin 2008, les 400 serveurs de la Wikimedia Foundation ont été migrés vers Ubuntu.
Dans Fedora 18, l'installeur retravaillé est critiqué pour des erreurs nombreuses, et un comportement partiellement opaque, même pour des experts.
La validation des paquets RPM et YUM est jugée plus lente que sur des systèmes comparables, cependant ce problème est partiellement résolu par l'abandon de YUM dans Fedora 22.
Fedora a une politique claire sur ce qu'on peut inclure dans la distribution et semble la suivre scrupuleusement. Elle exige que la plupart des logiciels et des polices soient disponibles sous une licence libre, mais fait une exception pour certains types de micrologiciels non libres. Le résultat de cette dernière décision est que Fedora ne respecte pas les recommandations pour une distribution système libre.